# جوانا هفرنن

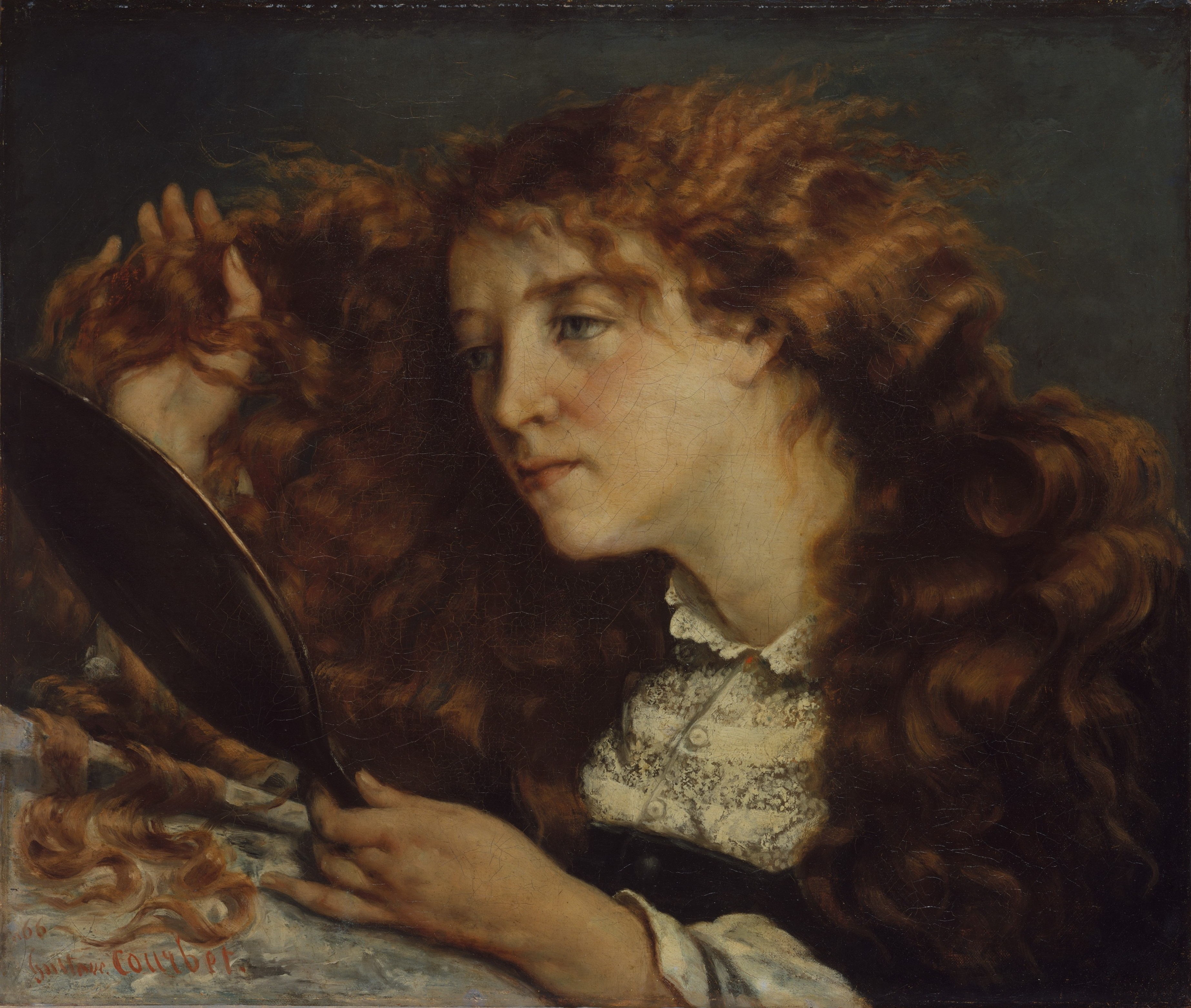
جوانا هفرنن به عنوان مدل پرترهٔ «جو، زن زیبای ایرلندی» اثر گوستاو کوربه در سال ۱۸۶۶ میلادی

جوانا هِفِرنَن (به انگلیسی: Joanna Hiffernan) (۱۸۴۳ – ۳ ژوئیه ۱۸۸۶) مدل و الاهۀ هنر ایرلندی بود که با نقاش آمریکایی جیمز مک‌نیل ویسلر و نقاش فرانسوی گوستاو کوربه رابطهٔ عاشقانه داشت. هفرنن علاوه بر مدل هنر بودن، خود طراحی و نقاشی نیز می‌کرد؛ هرچند گمان می‌رود که او هرگز آثارش را به نمایش نگذاشت.

## زندگی‌نامه
جوانا هفرنن در سال ۱۸۴۳ در لیمریک ایرلند از مادرش آنه هیکی و پدرش پاتریک هفرنن متولد. او و خانواده‌اش احتمالاً در طول قحطی بزرگ ایرلند (۱۸۴۵–۱۸۴۸) آنجا را به مقصد لندن ترک کرده و در آن شهر اقامت گزیدند. اشتباهات املایی در نامه‌های باقی‌مانده از او نشان می‌دهد که جوانا تحصیلات متوسطی داشته است. مادر او در سال ۱۸۶۲ (۴۴ سالگی) درگذشت. جوانا خواهری به نام بریجت اگنس هفرنن داشت که بعدها به «سینگلتون» تغییر نام داد. والتر گریوز، همدرس ویسلر در سال ۱۹۶۳ که هفرنن را خوب می‌شناخت، نوشته بود که او پسری به نام «هری» داشته است؛ اما هیچ اثری از او در اسناد رسمی وجود ندارد. ویسلر برای اولین‌بار در سال ۱۸۶۰ جوانا ۱۷ ساله را ملاقات کرد و از حدود یک سال بعد، رابطه‌ای شش ساله را با او آغاز کرد. در این دوره، جوانا مدل برخی از مشهورترین نقاشی‌های زمان خود شد. او با هزینهٔ ویسلر لباس‌های خیره‌کننده می‌پوشید؛ اما شخصیت جوانا از زیبایی‌اش چشمگیرتر بود. خانوادهٔ ویسلر حضور جوانا را نمی‌پذیرفتند. او در تابستان سال ۱۸۶۱ با ویستلر در فرانسه بود و در زمستان ۶۲–۱۸۶۱ پاریس، برای سمفونی سفید، شماره ۱: دختر سفید و سه سال بعد، برای سمفونی سفید، شماره ۲: دختر سفید کوچولو ژست گرفت. ممکن است این زمانی باشد که او با دوست و همکار فرانسوی مشهور ویسلر، گوستاو کوربه که بعداً مدل نقاشی‌های او نیز شد، ملاقات است. در زمان غیبت ویستلر، جوانا در سال ۱۸۶۶ به پاریس سفر کرد و در نگارهٔ خوابیده‌ها کوربه که دو زن برهنه و خفته در رختخواب را به تصویر می‌کشد، ژست گرفت. به احتمال زیاد او در این زمان با کوربه رابطه داشته است. اطلاعات اندکی از او پس از سال ۱۸۸۰ وجود دارد. جوانا هفرنن در ۳ ژوئیه ۱۸۸۶ و زمانی که ۴۳ ساله بود، احتمالاً به دلیل نارسایی تنفسی درگذشت.